# Università di Istanbul

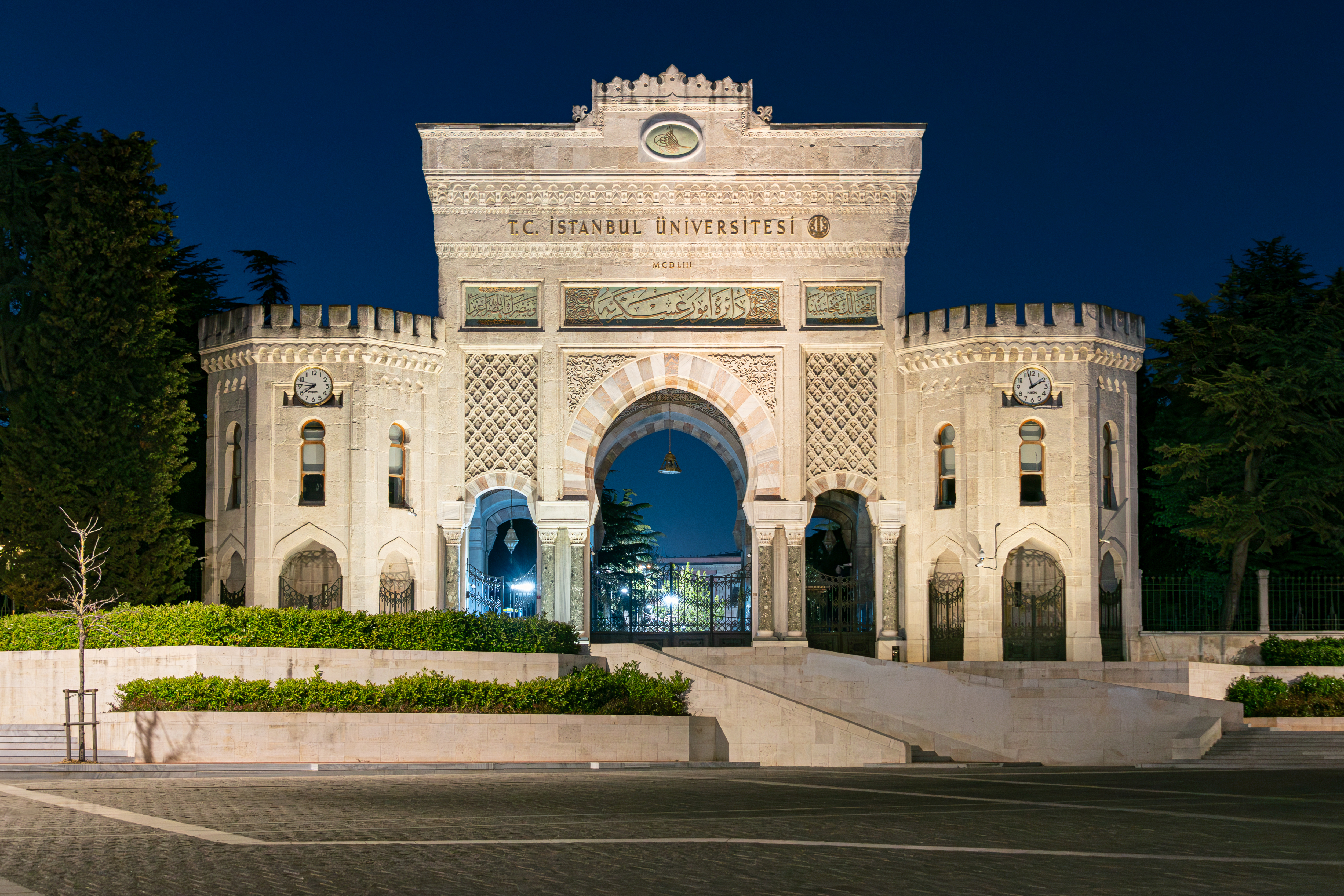
Il cancello d'ingresso dell'università a Piazza Beyazid.

L'Università di Istanbul (ufficialmente İstanbul Üniversitesi) è un'università turca, sita in Piazza Beyazit, distretto Fatih a Istanbul.

## Storia

### Sinossi
L'Università Imperiale di Costantinopoli, detta anche "Università degli studi della sala del palazzo di Magnaura"; nell'Impero bizantino fu riconosciuta come università nell'848, anche se gli stati dell'Europa occidentale non la riconobbero mai come università. Come la maggior parte delle università medievali, era stata un'istituzione accademica per molti anni, prima che fosse riconosciuta come università, la nascita della scuola di Costantinopoli fu sotto il regno di Teodosio II (408-450) il 27 febbraio 425. L'università aveva le facoltà di medicina, di filosofia, di legge e di silvicoltura.
Dopo la conquista ottomana di Costantinopoli fu istituita una madrasa nel XV secolo. Un istituto di istruzione superiore chiamato Darülfünun-i Osmani (casa delle scienze) fu ricreato nel 1863, ma soppresso nel 1871. Nel 1874 venne aperta la Darülfünun-i Sultani (università imperiale) che iniziò a dare lezioni di diritto francese, ma fu chiusa anche questa nel 1881.
L'attuale istituzione, ora conosciuta come Darülfünun-i Shahane fu rifondata nel 1900, con le facoltà di teologia, arte, matematica, scienze e filologia. Nel 1924, vengono attivate le facoltà di diritto, medicina, arti e di scienze. La facoltà di teologia islamica è stato aggiunta nel 1925, ma nel 1933 l'università fu riorganizzata senza tenerla.

## Ampliamenti storici
I primi corsi di fisica applicata vengono organizzati il 31 dicembre 1863, segnando l'inizio di un nuovo periodo, e il 20 febbraio 1870, la scuola è stata ribattezzata come il Darülfünûn-u Osmani (Casa Ottomana di Scienze multidisciplinari), per influire nella formazione di scienze e tecnologie moderne. A partire dal 1874, vengono costruita la Scuola di Alta Galatasaray volta a ospitare le classi di Lettere, Giurisprudenza e Scienze Applicate, che ha continuato a impartire lezioni fino al 1881. Il 1º settembre 1900, la scuola è stata riorganizzata e rinominata come Darülfünûn-u Şahane (casa imperiale di scienze multiple) con corsi di matematica, letteratura e teologia. Il 20 aprile 1912, la scuola fu ribattezzata Darülfünûnu İstanbul, il numero dei corsi aumentati e i curriculum furono modernizzati con l'istituzione delle Scuole di Medicina, Giurisprudenza, Scienze Applicate (Fisica, Chimica, Matematica), Letteratura e Teologia.
Il 21 aprile 1924, il governo repubblicano riconobbe la Darülfünûnu Istanbul come una scuola statale, e il 7 ottobre 1925, ne venne sancita l'autonomia amministrativa riconoscendo le "Scuole" (all'interno del vecchio sistema) come "Facoltà". Il 1º agosto 1933, fu di nuovo riformata come Università di Istanbul a seguito della riforma scolastica di Atatürk.